# Łysa Góra (Trzetrzewina)
Łysa Góra (ok. 562 m n.p.m.) – wzniesienie w północno-wschodniej części Beskidu Wyspowego, w całości znajdujące się w granicach wsi Trzetrzewina w województwie małopolskim, w powiecie nowosądeckim, w gminie Chełmiec.
Łysa Góra znajduje się między dolinami potoków Brzeźnianka i Niskówka, w odległości mniej niż 1 km na wschód od  Kamiennej Góry. Jest wzniesieniem o typowym, stożkowym kształcie. Łysymi Górami nazywano wzniesienia bezleśne, pokryte polami uprawnymi. Obecnie jednak jest w większości porośnięta lasem. Jej wschodnimi stokami biegnie droga, która w okolicach Litacza odgałęzia się od drogi krajowej nr 28 i prowadzi do Trzetrzewiny.  